# پابزرگ تونگایی
پابزرگ تونگایی (نام علمی: Megapodius pritchardii) نام یک گونه از سرده مرغ خاشاک است.